# Велике розчарування
Велике розчарування — це визначна подія у руху міллеритів, яка відбулася внаслідок хибного висновку засновнику руху Вільяма Міллера, що Ісус Христос має прибути на землю «близько 1843 року». Пізніше дата була зсунута й уточнена до 22 жовтня 1844 року. Врешті-решт, коли настав назначений день, Христос не з'явився, як очікувалося, через що більшість мілеритів покинули віру і церква зазнала розпаду. Проте, попри зневір'я, вплив Міллера на християнство не згас і роботи продовжили далі читатися.

## Передісторія
У період з 1831 по 1844 року Вільям Міллер відіграв значну роль в тому, що історики називають релігійним «другим великим пробудженням». Зокрема, рух мілеритів завдав вагомого впливу на розвиток біблійного пророцтва, у тому числі що пізніше перетворилося на церкву АДС. У результаті дослідження пророцтв з книги Даниїла 8:14, було винесено припущення, що Ісус Христос має зійти на землю між 21 березня 1943 або 21 березня 1844 року.
Пізніше дату було розраховано з урахуванням єврейського ритуального календаря, у якому 21 березня 1844 року відповідає 22 жовтня 1844 року.
Коли Ісус Христос не з'явився, послідовники Міллера пережили те, що відоме як Велике розчарування. Тисячі послідовників покинули рух. Після повторного вивчення Писання група, яка залишилася в русі, дійшла висновку, що Ісус Христос не повинен був з'явитися в цей день, але цього дня небесне святилище, в якому Ісус Христос служить як первосвященник, почне очищатися слідчим судом. Цей суд торкається тих, хто сповідував віру в Ісуса Христа протягом століть, але не тих, хто завжди відкидав Його, для яких нема потреби досліджувати своє життя.

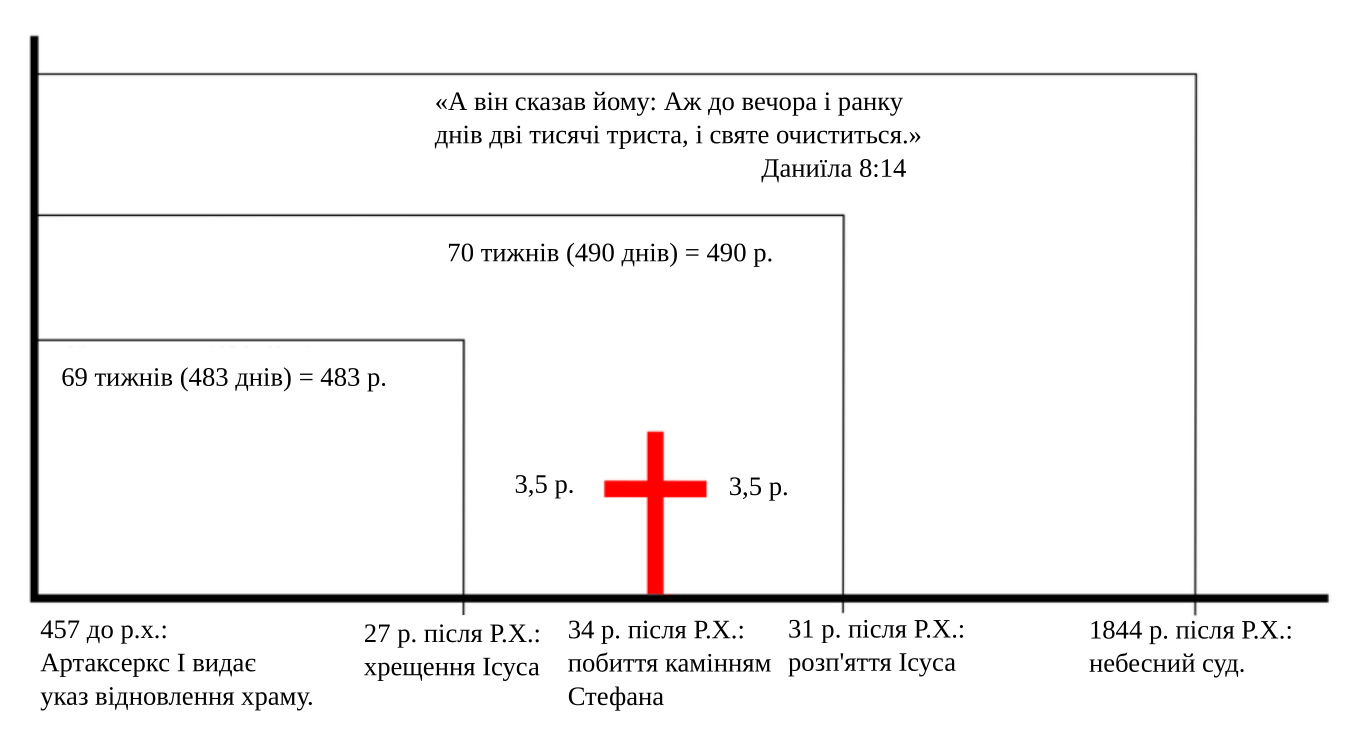
Розрахунок Вільяма Міллера.

## Наслідки

### Церква адвентистів сьомого дня
Попередники Церкви адвентистів сьомого дня задумали, що в цей день Ісус Христос перейшов зі «святого місця» небесного святилища до «найсвятішого на землі місця», де Він починає судити сповідуючих християн усіх часів. Після цього суду Ісус Христос повернеться на землю (Другий прихід Ісуса Христа).
Міллер вважав, що 2300 вечорів і ранків, згаданих у Книзі Данила (8:14), насправді були роками. Він ґрунтувався на різних текстах та уривках з Біблії:
- Книга Левит (25:8): "Відлічиш собі сім седмиць років, сім разів по сім років, так що час сімох седмиць років буде тобі сорок дев'ять років, "
- Книга Числа (14:34): «За числом сорока днів, що ви розвідували землю, рахуючи один рік за один день, понесете ви кару за гріхи ваші сорок років, щоб зрозуміли, що то значить, як я вас покину.»
- Книга Єзекіїль (4:6): «А як завершиш їх, то ляжеш знову — на правий бік, — і нестимеш гріхи Юди, сорок днів. Я вчиню тобі так, що день відповідатиме рокові.»
- Книга Даниїла (9:24): «Сімдесят седмиць призначено для твого народу і для твого святого міста, аж доки не буде кінець злу, не запечатають гріх і не спокутують беззаконство, та поки не буде приведено вічну справедливість, покладено печать на видіння та на пророків і помазано святе над святими.»
- Книга Даниїла (9:25): «Тож знай і зрозумій: від виходу слова, щоб відбудувати Єрусалим до Помазаного князя — сім седмиць. А через шістдесят дві седмиці знов буде відбудований майдан і рів, але в тісноті часів.»

### Адвентисти загалом
Після Великого розчарування 1844 року церковний діяч Джонас Венделл переживав період слабкості у своїй вірі. Вивчивши біблійну хронологію, він дійшов висновку, що розрахунок Другого пришестя Ісуса Христа був помилковим, що воно відбудеться не 1844 року, а 1868 року.
Дата пройшла, а Ісус Христос не повернувся знову, тому в 1870 Венделл опублікував листівку, в якій пояснював, що Ісус Христос повернеться в 1873 році.